# Ngày thánh Patriciô
Ngày thánh Patriciô hoặc ngày thánh Patrick (tiếng Ireland: Lá Fhéile Pádraig) là một ngày tôn giáo và văn hóa, được mừng tại nhiều nơi trên toàn thế giới vào ngày 17 tháng ba. Ngày lễ này gắn liền với Thánh Patriciô (khoảng năm 387–461 CN), là vị thánh bảo hộ chính của Ireland, người truyền giảng Kitô giáo tới hòn đảo này. Lễ này được mừng kính trong Giáo hội Công giáo, Anh giáo (đặc biệt là Giáo hội Anh giáo Ireland), Chính Thống giáo Đông phương, Giáo hội Luther. Ngày lễ thánh Patriciô được công khai chính thức là ngày lễ quốc gia vào khoảng thế kỷ 17, và dần dần nó đã trở thành ngày lễ tượng trưng cho nền văn hóa của người Ireland.
Ngày này thường được gắn liền với các cuộc làm lễ ở các nhà thờ, mặc đồ xanh lá cây (đặc biệt là cây shamrock), và cùng với mùa chay. Mùa chay là mùa các giáo dân công giáo phải nhịn ăn thịt,, rượu bia vào các thứ sáu hàng tuần cho đến khi mùa chay kết thúc.
Ngày thánh Patriciô là ngày lễ lớn tầm quốc gia ở Cộng hòa Ireland, Bắc Ireland,, tỉnh Newfoundland và Labrador của Canada và ở Montserrat thuộc Anh. Ngày lễ này cũng những người có nguồn gốc Irish ăn mừng và kỷ niệm tại các nước như đảo Britain, Canada, Hoa Kỳ, Argentina, Úc và New Zealand. Ngày Thánh Patricio được tổ chức ở nhiều quốc gia hơn bất kỳ lễ hội quốc gia nào. Các lễ kỷ niệm hiện đại đã bị ảnh hưởng rất lớn do cộng đồng người Ireland, chủ yếu tại Bắc Mỹ. Trong những năm gần đây, đã có những lời chỉ trích về lễ kỷ niệm ngày thánh Patricio vì chúng đã trở nên quá thương mại hóa và phát triển những mặt xấu của người Ireland.

## Thánh Patriciô
Thánh Patriciô (tiếng Latinh: Patricius, tiếng Ireland: Pádraig, tiếng Anh: Patrick) là một người La Mã-Briton, tu sĩ và nhà truyền giáo. Ông được biết tới nhiều nhất qua vai trò thánh bảo hộ của Ireland hoặc là sứ đồ của Ireland, tuy nhiên Brigid thành Kildare và Côlumba cũng là các thánh đồng bảo hộ.
Hai lá thư của ông lúc sinh thời được lấy làm nguồn tư liệu chủ yếu khi viết về tiểu sử của ông. Khi ông còn là chàng thanh niên 16 tuổi, ông bị người Irish bắt khi đang ở Wales. Ông bị bắt giam 6 năm trước khi ngài trốn thoát được và trở về với gia đình. Sau khi theo đạo công giáo, ông trở về Ireland với chức giám mục cai quản vùng Bắc và Tây của đảo Ireland. Vào thế kỷ thứ bảy, ông được phong chức thành thánh bảo hộ của Ireland.

## Nguồn gốc màu xanh lá cây

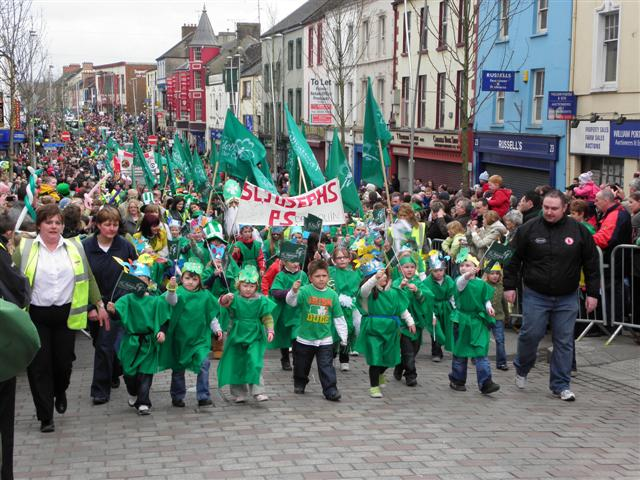
Diễu hành tại Ireland